# Nikon D700
Die Nikon D700 ist eine digitale Spiegelreflexkamera des japanischen Herstellers Nikon, die im Juli 2008 auf den Markt kam.

## Technische Merkmale
Hauptmerkmal der Kamera ist der 12-Megapixel-Vollformatsensor. Er ermöglicht rauscharme Fotos bis ISO 6400. Durch das sogenannte FX-Bildformat, das dem Kleinbildformat 24 × 36 mm entspricht, bleibt das Formatverhältnis von Kleinbildobjektiven erhalten. Wird ein herstellereigenes DX-Objektiv (DX entspricht in etwa dem APS-C-Format) angesetzt und von der Kamera als solches erkannt, schaltet die Kamera bei entsprechender Einstellung automatisch auf das DX-Format um. Dabei wird nur ein Teil der Sensorfläche genutzt. Diese Automatik funktioniert nur mit kompatiblen Objektiven.
Die Kamera ist besonders gegen Staub und Spritzwasser geschützt und hat ein circa 1 kg schweres, kompaktes Gehäuse aus einer Magnesiumlegierung. Sie verfügt über Programm-, Zeit- und Blendenautomatik sowie manuelle Blenden- und Verschlusszeiteneinstellung.
Der Sucher der Kamera verfügt über ein Sucherbild von 95 %, einblendbare Gitterlinien sowie über einen Okularverschluss und ein rundes Schraubgewinde. Die Kamera kann eine elektronische Wasserwaage – einen künstlichen Horizont – zur Ausrichtung der Kamera anzeigen.
Als Aufnahmemedium verwendet die Kamera CompactFlash-Karten, wobei auch 64-GB-UDMA-Karten unterstützt werden. Die Bildaufzeichnung im Nikon-Rohdatenformat NEF kann wahlweise in 12-Bit oder 14-Bit pro Kanal erfolgen. Alternativ lassen sich auch verlustbehaftet komprimierte JPEG-Dateien oder eine Kombination aus beidem speichern. Auch verlustfrei komprimierte TIFF-Dateien sind möglich.
Die Firmware wird fallweise weiterentwickelt, der aktuelle Stand ist D700 Firmware-Update A 1.04, B 1.03.

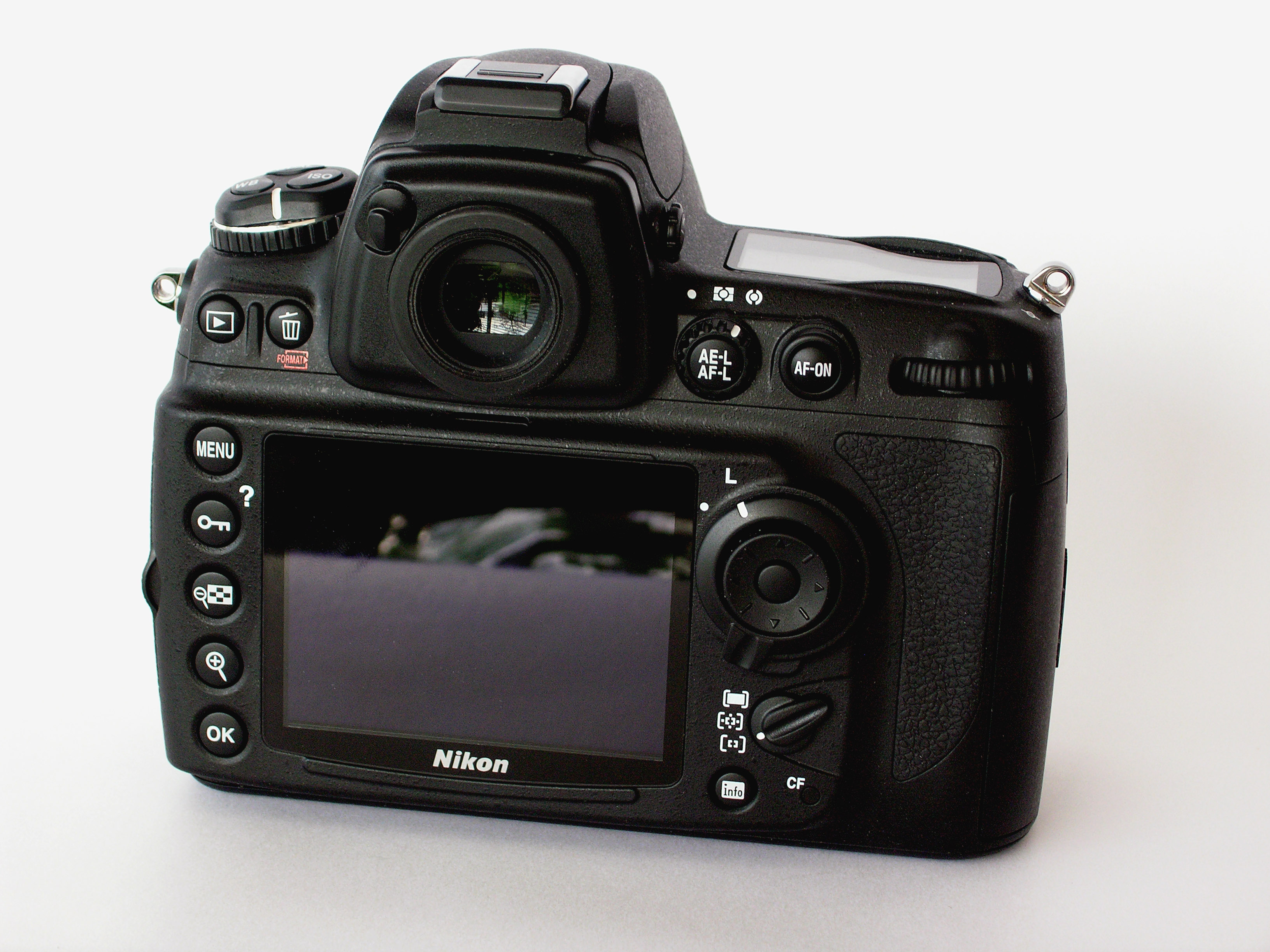
Rückseite der D700
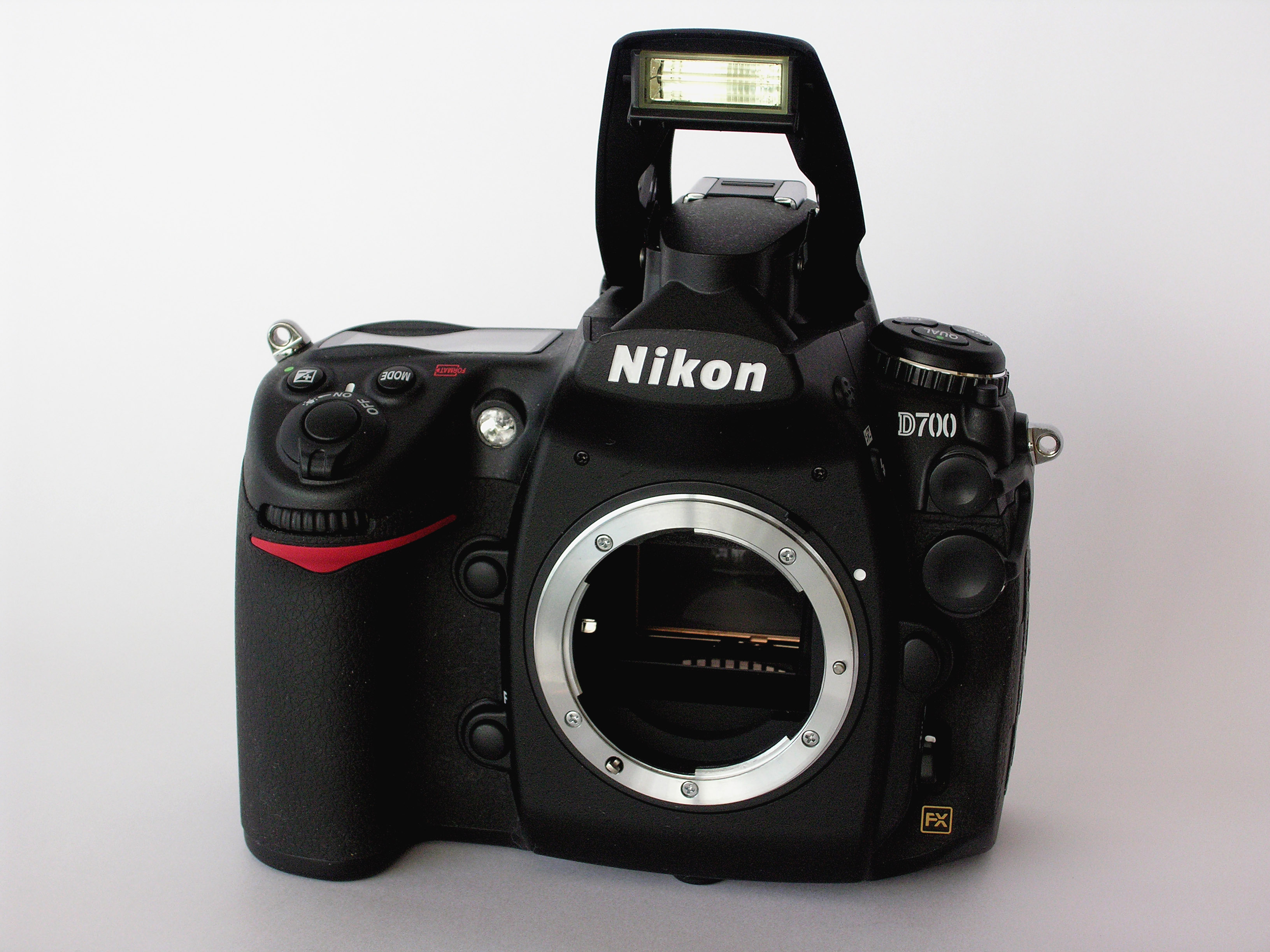
D700 mit ausgeklapptem integriertem Blitzgerät
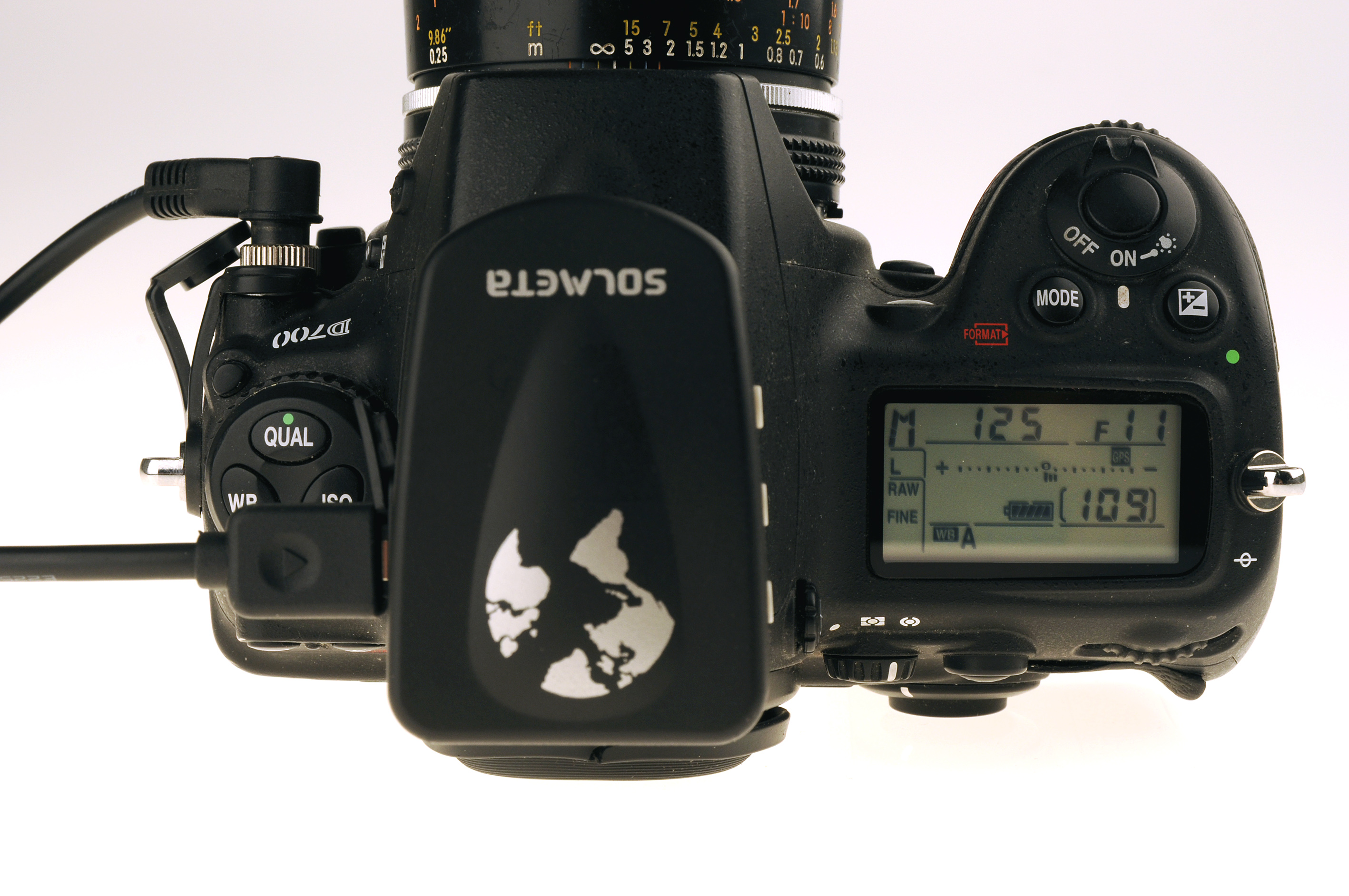
Oberseite der D700 mit angebrachtem Geotagger Solmeta Pro Kompass

## Zubehör
An der Kamera können alle Nikkor-Objektive ab dem Ai-Standard verwendet werden.
Das meiste Zubehör passt ebenfalls für die Modelle D300 bzw. D300s: Der optionale Batteriegriff MB-D10 ermöglicht die bequeme Kamerahaltung bei Hochformataufnahmen. In Kombination aus Batteriegriff und dem Lithium-Ionen-Akku EN-EL4a erhöht sich die Serienbildgeschwindigkeit von 5 auf 8 Bilder die Sekunde. Ebenfalls kompatibel ist der WLAN-Adapter WT-4.
Das Blitzsystem der Kamera entspricht dem iTTL-Standard von Nikon. Zeitgleich mit der Markteinführung der Kamera wurde auch das Blitzgerät SB-900 als höchstwertiges Modell des Herstellers vorgestellt.
Die Kamera besitzt eine kombinierte Zubehörschnittstelle, an die Kabelauslöser angeschlossen werden können oder GPS-Empfänger wie das Nikon GP-1, um ein Geotagging der Aufnahmen zu ermöglichen. Die GPS-Schnittstelle verarbeitet neben den GPS-Daten auch Kompassinformationen (engl. Heading).